# Speisefette und Speiseöle

Allgemeine chemische Struktur von Fetten (R^{1}, R^{2} und R^{3} sind Alkyl- oder Alkenylreste mit einer meist ungeraden Anzahl von Kohlenstoffatomen): Triester des Glycerins.

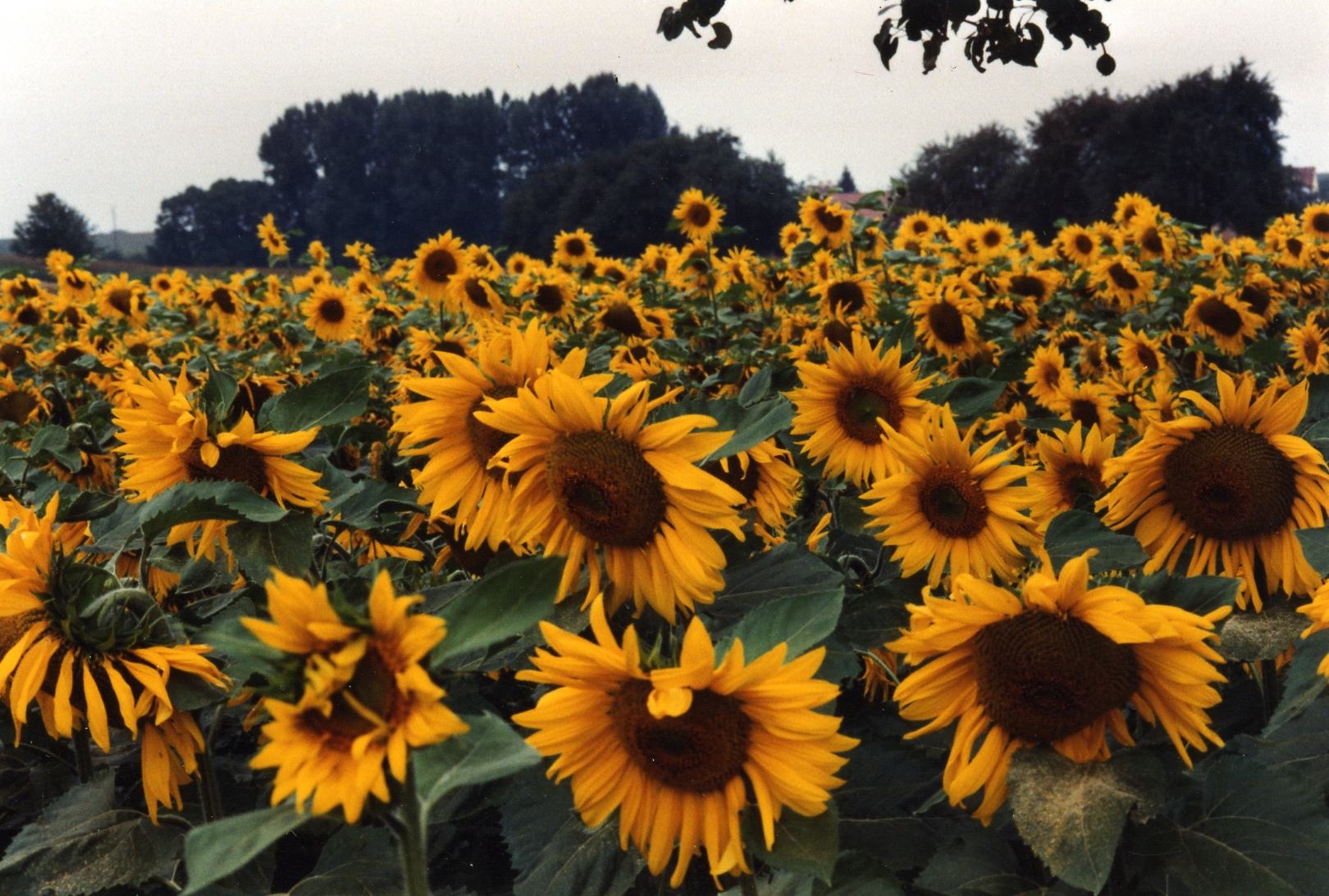
Sonnenblumen, eine kommerziell wichtige Ölpflanze

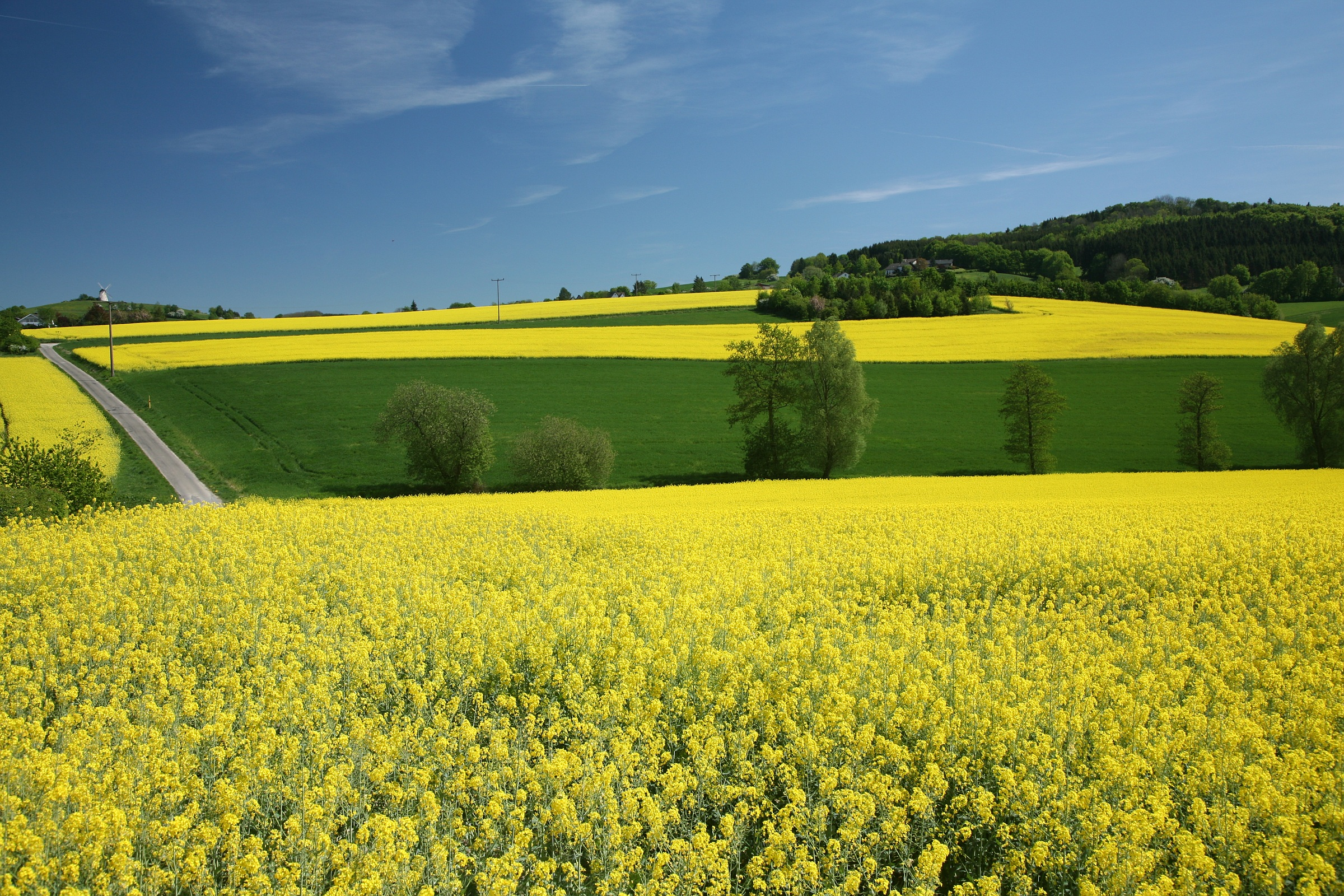
Raps ist in Europa die bedeutendste Ölpflanze

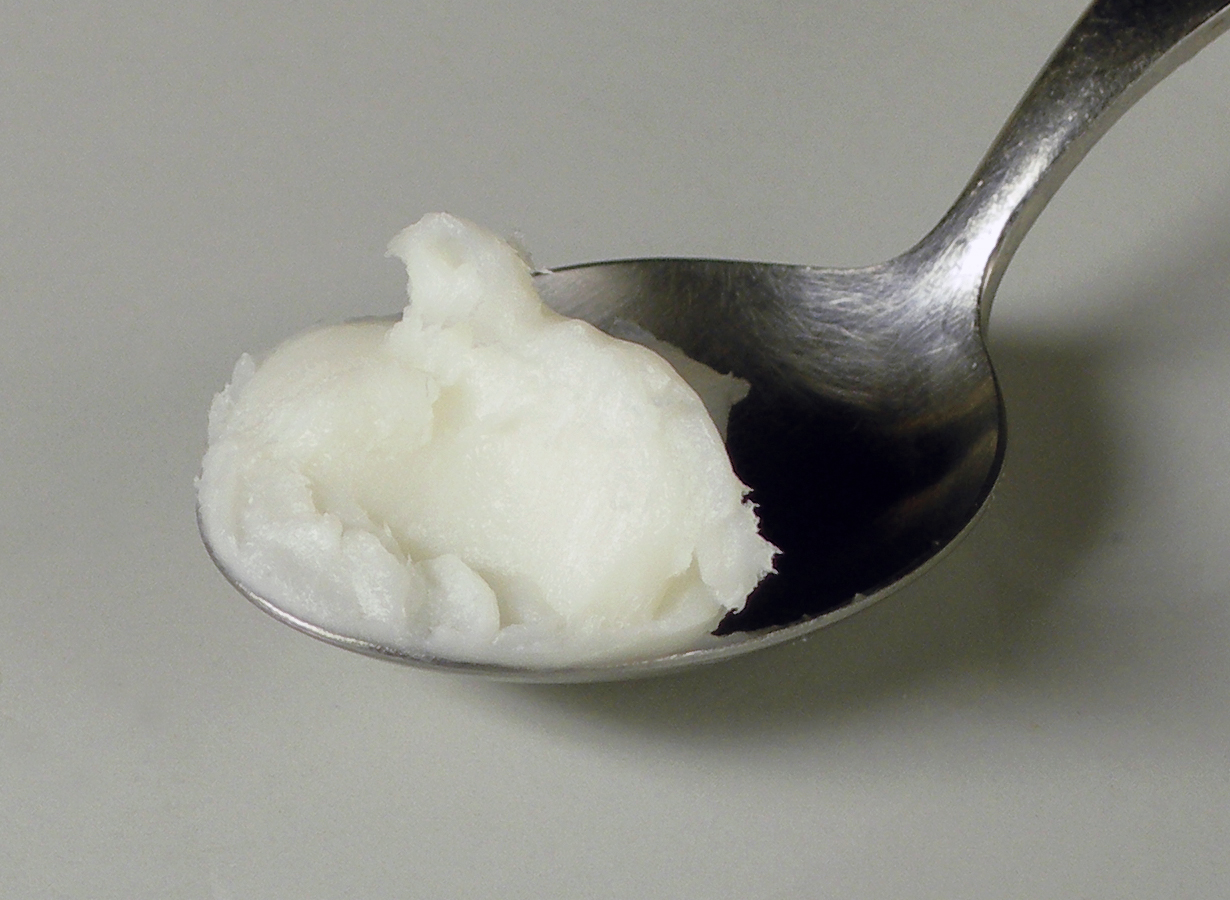
Schweineschmalz

Speisefett und Speiseöl sind für die menschliche Ernährung geeignete Fette mit neutralem bis arteigenem Geruch und Geschmack. Beide sind wasserunlösliche Ester aus Fettsäuren und Glycerin, sogenannte Glyceride.
Je nachdem, ob die Stoffe bei Raumtemperatur fest oder flüssig sind, spricht man von Fett oder Öl. Fette, die bei Raumtemperatur fest, aber noch streichfähig sind, heißen Streichfette.
Unterschieden wird zwischen
- Pflanzenfett und Pflanzenöl aus Samen und Früchten von Ölpflanzen und
- Tierfett und Tieröl aus dem Fettgewebe von Schlachttieren, Schlachtgeflügel und Meerestieren.

Bei Fetten und Ölen aus einem einzigen Rohstoff werden diese nach ihm benannt z. B. Kokosfett, Erdnussöl und Rindertalg.

## Geschichte
Es wurden schon seit der Steinzeit pflanzliche Öle und Tierfette gewonnen. Während bei den Griechen und Römern das Olivenöl bereits in der Antike zum Braten und Verfeinern von Speisen üblich und die Butter nur für medizinische Zwecke eingesetzt wurde, dominierten in der deutschen Küche Butter, Schmalz und Fette noch bis ins frühe 20. Jahrhundert, die u. a. nach dem Speckgewicht gemessen wurden. In einem Bericht über die erste Fischereiausstellung in Wien (September 1902) beschreibt die Zeitschrift Die Woche vor allem französische Fischrezepte mit Olivenöl und klagt über die Speisefett-Versessenheit Zentraleuropas:

„Ein Umstand, der der richtigen Zubereitung der Seefische in Wien und wohl auch in Berlin im Wege steht, ist die unüberwindliche Abneigung, die der deutsche Gaumen, oder vielleicht nur die deutsche Einbildungskraft vor dem appetitlichsten aller Fette, dem Olivenöl, hat. Das rührt noch aus der Zeit her, wo man in deutschen Haushaltungen nur das sogenannte ‚Spinnradöl‘ kannte, das aus Kohlraps und Sonnenblumen gewonnen wurde. Aber es ist schwer, ein solches von Generation zu Generation überliefertes Vorurteil zu bekämpfen, und mancher deutsche Feinschmecker läßt seine Seezungenfilets stehen, wenn er hört, sie seien in heißem Oel gebacken, obwohl sie nur auf diese Art zubereitet, ihren vollen, feinen Geschmack erhalten.“

Noch vor zehn Jahren, so die Autorin 1902, aß „das Wiener Volk nur einmal im Jahr Fisch – den unvermeidlichen Spiegelkarpfen am heiligen Abend.“ Und zwar in Butter.

## Eigenschaften
Speiseöle sind bei einer Temperatur von 20 °C flüssig, im Allgemeinen klar und oft von gelblicher oder schwach grünlicher Farbe. Pflanzenöle enthalten kaum Cholesterin (Steroide). Kaltgepresste Pflanzenöle können einen deutlichen, artspezifischen Saat- oder Fruchtgeschmack aufweisen.
Speisefette sind bei einer Temperatur von 20 °C feste oder halbfeste pflanzliche oder tierische Fette. Tierische Fette wie Lebertran enthalten einen hohen Anteil an Cholesterin.
Speisefette bestehen überwiegend aus den Triglyceriden von Fettsäuren und sind fast wasserfrei. Geringe Mengen Phosphate, Wachse, andere Acylglycerine und freie Fettsäuren können enthalten sein.
Neben dem Schmelzpunkt spielt der Rauchpunkt eine wichtige Rolle. Er bestimmt den Einsatzbereich des Pflanzenöls bzw. des Fettes. Über die Dauer einer thermischen Belastung sinkt der Rauchpunkt eines Öls nach und nach. Weitere Kennwerte sind die Oxidationsstabilität und der Feststoffanteil.

## Herstellung
Speiseöle werden durch verschiedene Verfahren gewonnen:
- Pressen/ Kaltpressen
- Extraktion mit Lösungsmitteln wie Hexan, früher Benzol, Benzin, Schwefelkohlenstoff u. a.
- Reinigung/ Raffination mit Alkalien

Je nach Herstellungsweise und Ausgangsprodukten unterscheidet man folgende Produktionstypen:
- Native Speisefette und Speiseöle werden durch das Pressen oder andere schonende mechanische Verfahren aus nicht vorgewärmter Rohware ohne Wärmezufuhr gewonnen. Sie sind nicht entsäuert, gebleicht oder desodoriert. Dagegen können sie gewaschen, filtriert oder zentrifugiert sein.
- Nicht raffinierte Speisefette und Speiseöle werden durch das Ausschmelzen, Pressen oder Zentrifugieren gewonnen. Sie können gewaschen und mit Wasserdampf behandelt, getrocknet, filtriert oder zentrifugiert sein. Auch sie sind weder entsäuert, noch gebleicht oder desodoriert.
- Raffinierte Speisefette und Speiseöle sind entschleimt, entsäuert und desodoriert. Sie können auch gebleicht und feinfiltriert (poliert) sein.
- Gehärtete Speisefette sind raffinierte Speisefette und Speiseöle bzw. Mischungen davon, deren Fettsäuren durch Hydrierung verändert werden.
- Umgeesterte Speisefette sind raffinierte Speisefette und Speiseöle bzw. Mischungen, welche unter Einwirkung von Katalysatoren hergestellt werden. Dabei werden die Anordnung der Fettsäuren und das Schmelzverhalten verändert.
- Fraktionierte Speisefette und Speiseöle werden aus raffinierten oder nicht raffinierten Speisefetten und Speiseölen durch Abkühlen und anschließendes Trennen der Stearine von den Oleine schmelzenden Anteilen hergestellt.
- Konfektionierte Speisefette und Speiseöle werden durch Fetthärtung, Umesterung und Fraktionierte Destillation bzw. eine Kombination dieser Methoden hergestellt.
- Kältebeständige Speiseöle werden aus raffinierten oder nicht raffinierten Ölen durch Winterisieren hergestellt.

Bei der Herstellung werden neben Fetten und Ölen auch Hilfsstoffe verwendet. Dies sind vor allem Betacarotin, Palmöl, Tocopherole, Palmitinsäureester und Lecithine.

## Gruppen

### Pflanzliche Speisefette
Pflanzliche Speisefette werden nach ihrer Verwendung unter anderem in Kochfette, Bratfette, Fritierfette oder Backfette eingeteilt. Wichtige Speisefette sind Kakaobutter, Kokosfett, Palmkernfett und Palmöl. Einige Quellen rechnen auch Margarine und ihre Varianten zu den Speisefetten.

### Pflanzliche Speiseöle
Pflanzliche Speiseöle werden als Speiseöl, Tafelöl, Salatöl, Frittieröl oder gelegentlich Pflanzenöl (jedoch nicht alle Pflanzenöle sind gleichzeitig Speiseöle) bezeichnet.

#### Hauptsorten/Zusammensetzung
Die folgende Tabelle und die Abbildung zeigen die Anteile verschiedener Fettsäurereste der Triglyceride (Triester des Glycerins) in Speiseölen in Prozent; in Klammern jeweils die Anzahl der C-Atome sowie gegebenenfalls der Doppelbindungen im Fettsäurerest (C-Atome: Doppelbindung).

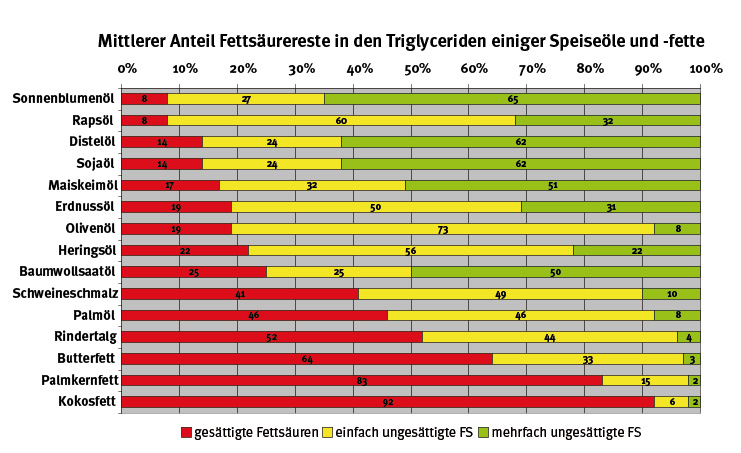

| Handelsbezeichnung                      | Herkunft                          | Capryls. (8), Caprins. (10), Laurins. (12) | Myristin- säure (14) | Palmitin- säure (16) | Stearin- säure (18) | Arachin- säure (20) | Behen- säure (22) | Öl- säure (18:1) n-9 | Linol- säure (18:2) n-6 | Alpha-Linolen- säure (18:3α) n-3 | Gamma- Linolen säure (18:3γ) n-6 | (20:1,2) |
| --------------------------------------- | --------------------------------- | ------------------------------------------ | -------------------- | -------------------- | ------------------- | ------------------- | ----------------- | -------------------- | ----------------------- | -------------------------------- | -------------------------------- | -------- |
| Distelöl (auch „Safloröl“)              | Färberdistel / Carthamus (Samen)  |                                            |                      | 6,9                  | 2,1                 |                     |                   | 10,4                 | 79                      |                                  |                                  |          |
| Erdnussöl                               | Erdnusspflanze (Samen)            |                                            |                      | 10                   | 3                   | 1,5                 | 3                 | 41                   | 35,5                    |                                  |                                  | 1        |
| Hanföl                                  | Nutzhanf (Samen)                  |                                            |                      | 6,6                  | 2,4                 |                     |                   | 10,4                 | 57,8                    | 17,4                             | 2,5                              |          |
| Kürbiskernöl (bes. in AT auch „Kernöl“) | Steirischer Ölkürbis (Samenkerne) |                                            |                      | 16                   | 5                   |                     |                   | 24                   | 54                      | 0,5                              |                                  |          |
| Leinöl                                  | reife Leinsamen des Lein          |                                            |                      | 6,5                  | 3,5                 |                     |                   | 18                   | 14                      | 58                               |                                  |          |
| Maiskeimöl                              | Maissaat (Keime)                  |                                            |                      | 10,5                 | 2,5                 | 0,5                 |                   | 32,5                 | 52                      | 1                                |                                  |          |
| Mohnöl                                  | Mohn (Samenkörner)                |                                            |                      | 9,5                  | 2                   |                     |                   | 10,5                 | 76                      | 1                                |                                  |          |
| Olivenöl                                | Olive (Fruchtfleisch und Kern)    |                                            |                      | 11,5                 | 2,5                 | 0,5                 |                   | 75,5                 | 7,5                     | 1                                |                                  |          |
| Rapsöl (Rüböl, Rübsenöl)                | Raps (Samen)                      |                                            |                      | 4                    | 1,5                 | 0,5                 |                   | 63                   | 20                      | 9                                |                                  | 1        |
| Sesamöl                                 | Sesam (Samen)                     |                                            |                      | 8,5                  | 4,5                 | 0,5                 |                   | 42                   | 44,5                    |                                  |                                  |          |
| Sojaöl                                  | Sojabohne                         |                                            |                      | 10                   | 4                   |                     |                   | 23                   | 51                      | 7 (oder <1)                      |                                  |          |
| Sonnenblumenöl                          | Sonnenblume (Samen)               | bis 0,1                                    | bis 0,2              | 6,2 (5–8)            | 5 (2,7–6,5)         | 0,1–0,5             | 0,3–1,5           | 19,9 (14–39)         | 66,8 (48–74)            | bis 0,3                          |                                  |          |
| Sonnenblumenöl, high oleic              | High-Oleic-Sonnenblume (Samen)    |                                            | bis 0,1              | 2,6–5                | 2,9–6,2             | 0,2–0,5             | 0,5–1,6           | 70–93                | 2–17                    | bis 0,3                          |                                  |          |
| Traubenkernöl                           | Weintraube (Samen)                |                                            |                      | 7,3                  | 3,3                 |                     |                   | 24,8                 | 63                      |                                  |                                  |          |
| Walnussöl                               | Walnuss (Samen)                   |                                            |                      | 8                    | 2                   | 1                   |                   | 16                   | 59                      | 12                               |                                  |          |
| Weizenkeimöl                            | Weizen-Samen (Keime)              |                                            |                      | 17                   | 1                   |                     |                   | 20                   | 52                      | 10                               |                                  |          |

#### Weitere Sorten
Diese Aufstellung enthält in der Zusammensetzungstabelle oben nicht aufgeführte weitere Sorten (vgl. Lexikon der pflanzlichen Fette und Öle). In Klammern: der verwendete Pflanzenteil.
| - Açaíöl (Früchte der Euterpe oleracea) - Acajuöl, Kaschuöl oder Acajouöl (aus Cashewkernen) - Ackersenföl (Samen des Ackersenf) - Affenbrotbaumöl (Samen des Afrikanischen Affenbrotbaumes) - Amaranthöl (Samen des Garten-Fuchsschwanz) - Algenöl (Schizochytrium spp.) - Apfelkernöl (Samen von Malus spp.) - Aprikosenkernöl oder Marillenkernöl (Aprikosenkern – also der Mandel des Aprikosensteins – der Aprikose bzw. Marille, als Speiseöl nur sehr selten verwendet, da es schnell ranzig wird) - Arganöl (Früchte des Arganbaums) - Artischockenöl (Samen der Artischocke) - Avellanaöl, Wildes Haselnussöl oder Chilenisches Haselnussöl (Samen der Chilenischen Haselnuss) - Avocadoöl (Fruchtfleisch der Avocado) - Babassuöl (Samen der Babassupalme) - Balanitesöl (Samen der Wüstendattel) - Basilikumöl (Samen des Basilikum) - Baumwollsamenöl (Samen der Baumwollpflanze) - Behenöl oder Moringaöl (Samen des Meerrettichbaums) - Birnenkernöl (Samen der Pyrus communis) - Brennnesselsamenöl (Samen der Großen Brennnessel) - Bucheckernöl (aus Bucheckern) - Catappaöl (Samen von Terminalia catappa) - Chiaöl (Samen der Mexikanischen Chia) - Cohuneöl (Samen der Attalea cohune) - Erdmandelöl, Chufaöl oder Tigernussöl (Knollen der Erdmandel) - Haselnussöl (Haselnüsse) - Illipebutter, Illipefett, Borneotalg oder Tengkawangfett (Samen der Shorea-Arten Shorea stenoptera und Shorea macrophylla) - Jojobaöl oder Jojobawachs (Samen des Jojobastrauches, kann als Salatöl verwendet werden, aufgrund der möglichen unerwünschten Wirkungen wird aber von einer Verwendung als Speiseöl abgeraten) - Kaktusfeigenkernöl (Samen des Feigenkaktus Opuntia ficus-indica) - Kamelienöl, Teesamenöl (Samen der Kamelien Camellia sinensis) - Kapoköl (Samen des Kapokbaums) - Kirschkernöl (Prunus spp.), Weichselkernöl (Kerne der Weichselkirsche) - Kokumbutter (Samen von Garcinia indica) - Koriandersamenöl (Samen des Koriander, von einigen Völkern Afrikas und Lateinamerikas zum Würzen von Nahrungsmitteln wie z. B. Gemüse, Saucen und Süßwaren verwendet) - Kukuinussöl, Lichtnussöl, Candlenussöl, Bankulnussöl, Lumbangöl oder Kerzennussöl (Samen des Lichtnussbaumes) - Leindotteröl (Samen des Leindotters) - Lallemantiaöl oder Drachenkopföl (Samen des Iberischen Drachenkopfs) - Macadamiaöl (Macadamianüsse) - Madiaöl (Samen der Madia sativa) - Mandelöl oder Mandelkernöl (Mandel) - Maracujaöl (Samen von Passiflora edulis) - Marulaöl (Nüsse von Sclerocarya birrea) - Mowrahbutter (Samen von Madhuca longifolia) | - Nachtkerzenöl (Samen der Gemeinen Nachtkerze, als Salatöl möglich, z. B. in Kombination mit Sonnenblumenöl) - Nigersamenöl, Nigeröl oder Ramtillöl (Samen von Guizotia oleifera, Guizotia abyssinica) - Öl der Ölrauke, Rauken- oder Jambaöl (Samen der Garten-Senfrauke) - Öl des Ölrettichs (Samen des Ölrettichs) - Ootangaöl, Oontangaöl oder Wassermelonenkernöl (Samen der Wassermelone) - Okrasamenöl (Samen von Abelmoschus esculentus) - Papayasamenöl (Samen der Papaya) - Paprikakernöl (Samen der Paprika) - Paranussöl (Nüsse von Bertholletia excelsa) - Passionsfruchtsamenöl (Samen von Passiflora incarnata) - Patauasamenöl (Samen von Oenocarpus bataua) - Pekannussöl oder Hickorynussöl (Samen des Pekannussbaumes) - Pequiöl (Samen der Caryocar brasiliense) oder anderen Caryocar-Arten wie des Souarinussbaums - Perillaöl oder Egomaöl (Samen der Perilla-Pflanze Shiso, Sesamblatt) - Petersiliensamenöl (Samen der Petersilie) - Phulwarabutter, Fulwatalg, Fulwabutter oder Fulwafett (Samenkerne des Indischen Butterbaums Diploknema butyracea) - Pilinussöl (Samen von Canarium ovatum) - Pinienkernöl oder Pinienöl (Samen von Pinus-Arten hauptsächlich Pinus pinea) - Pistazienkernöl oder Pistazienöl (Samen des Pistazienbaum) - Pracaxiöl (Samen von Pentaclethra macroloba) - Quinoaöl (Samen der Quinoa) - Reisöl oder Reiskeimöl (Reissamen) - Royleöl (Samen von Prinsepia utilis) - Sacha Inchiöl (Samen von Plukenetia volubilis) - Sanddornkernöl (Kerne der Sanddornbeere) - Sanddornöl oder Sanddornfruchtfleischöl (Fruchtfleisch der Sanddornbeere) - Schwarzkümmelöl (Samen der Fruchtkapsel der Schwarzkümmelpflanze) - Secuaöl, Sequaöl, Cacoonöl oder Nhandirobaöl (Samen von Fevilla trilobata, Fevillea cordifolia) - Senföl oder Senfsamenöl (Samenkörner des Schwarzen Senfs) - Sheabutter, Bambukbutter, Karitébutter oder Galambutter - Stillingiatalg oder Stillingiaöl (Samen des Chinesischen Talgbaums) - Tabaksamenöl (Samen des Virginischen Tabaks, in manchen europäischen Ländern wird raffiniertes Tabaksamenöl als Salatöl verwendet) - Teesamenöl (Samen des Teesamenbaumes und anderen Camellia-Arten) - Tomatenkernöl (Tomatensamen) - Traubenkernöl (Weintraubensamen, im Mittelalter wichtiges Speiseöl) - Weizenkeimöl - Zedernussöl, Zirbelnussöl, auch Zedernnussöl oder Cedernussöl - Zwetschgenkernöl oder Pflaumenkernöl (Zwetschgen) |

### Tierische Speisefette
Tierische Speisefette werden nach der Art des Schlachttieres oder Schlachtgeflügels bezeichnet. Daneben wird auch die zusätzliche Bezeichnung Speisefett oder Hinweise auf den Verwendungszweck, z. B. Bratfett, Frittierfett, Backfett oder Cremefett, verwendet. Wichtige Speisefette sind Talg von Hausschaf und Hausrind sowie Schmalz von Gans und Hausschwein. Einige Quellen rechnen auch die Streichfette Butter, Milchfett und deren Erzeugnisse zu den tierischen Speisefetten.

### Tierische Öle
Für (flüssige) tierische Öle wird in der Regel nicht der Begriff Speiseöl verwendet. Seetierfette werden als Fischöl oder Fischtran bezeichnet. Ungereinigt nennt man sie Tran, und nach der Verarbeitung wird ggf. als Zusatz das verwendete Tier als Bezeichnung hinzugefügt. Neben Fettfischen (vor allem Hering und Sardine), dienen vor allem Wale und Robben (Blubber) als Quelle für Seetierfette. Die Konsistenz Letzterer ist von der Außentemperatur abhängig, da sie andere Erstarrungstemperaturen als normale Öle und Fette haben.

### Synthetische Speisefette und -öle
Synthetische Speisefette und -öle können mit chemischen Methoden wie dem Fischer-Tropsch-Verfahren aus Rohstoffen wie Kohle oder Erdöl hergestellt werden. In den 1940er-Jahren wurde dies beispielsweise von den synthetischen Speisefettwerken Imhausen u. Co. Witten im größeren Maßstab realisiert. Um eine Tonne künstlicher Butter herzustellen, benötigte man damals knapp sieben Tonnen Kohle. Das Endprodukt wurde als gut verträglich und durchaus wohlschmeckend beschrieben. Mit modernen Methoden könnten die Konsistenz, der Geschmack und andere Charakteristika beliebig justiert werden.

## Entsorgung
Wenn Speisefett und (verharzendes) Speiseöl in die Kanalisation gelangt, bilden sich dort unter Umständen in Verbindung mit Fasermaterialien wie Putzlappen, Windeln, Strumpfhosen fest zusammenhängende Klumpen, die für Kanalbetreiber schwierig zu entfernen sind. Solche Fett-Fasermassen, als Fettberg bezeichnet, haften an der Kanalwandung, können weitertreiben und auch den Kanalquerschnitt verstopfen. 2017 propagierte die Kommune London die Bekämpfung des 250 m langen Whitechapel Monsters, einer besonders großen Folgeerscheinung von fettreichem Kochen und unsachgemäßer Entsorgung.
Diverse Kommunen und Unternehmen geben verschließbare Polyethylenbehälter an Haushalte und Gastronomie aus und nehmen sie gefüllt mit Speisefett- und Frittierölabfall zurück (Altspeiseölsammlung). Das Altfett wird vergütet und in spezialisierten Betrieben zum Beispiel zu Biodiesel und Futtermittel verarbeitet.
Der Bundesrat hat am 22. März 2024 einer Verordnung zugestimmt, die es erlaubt, Öl aus Abfallstoffen und Pflanzen als Treibstoff und als Brennstoff zu nutzen.
Der Bundesrat hob am 2. Juni 2017 das bis dato geltende Fettverfütterungsverbot auf. Futtermittel aus Fettgewebe tierischen Ursprungs und Mischfuttermittel dürfen seitdem wieder an Rinder verfüttert werden.